# 文化中國
文化中國，由哈佛大學教授杜維明在1980年代提出的論點，由新儒家成員提倡。在中華人民共和國建國後，歷經批孔揚秦與文化大革命等運動，在台灣、香港與美國等地的新儒家成員認為，儒家傳統在中國已經斷絕。因此主張，中國不一定是指政治上的實體，也就是指中華人民共和國，而是一個文化上的概念；文化上的中國不一定只能存在中國大陸，而是存活在包括台灣、香港、東南亞、日本或是美國等地，在這些地區存活的儒家傳統，構成了文化中國。

## 概論
1949年，中華人民共和國建國，中華民國政府遷往台灣。佔據中國大陸主體的中華人民共和國發動了一連串文化上的運動，與傳統中國文化劃清界線，其中以1966年開始的文化大革命最為著名。在文化大革命期間，在台灣的中華民國發起中華文化復興運動，與之對抗，並認為自己才是真正的中國。但中華民國在國際上沒有獲得普遍承認，1971年，中華人民共和國進入聯合國，取代中華民國的席位。1978年，美國與中華民國斷交，與中華人民共和國建交。中華民國逐漸邊緣化，不被認為是中國的代表。
對於這個趨勢，杜維明在1989年發表了論文〈文化中國：邊緣中心論〉（Cultural China: the Periphery as the Center），在這篇論文中，杜維明重新思考了中國人的定義，認為不應該由政治來定義中國，而是應該以文化來定義。類似於此，1993年，王賡武提出了「大中華圈」（great china），將中國大陸、台灣、港澳與東南亞視為是在同一個中華文化圈中。
2013年5月，杜維明在哈佛大學燕京學社，再度發表演說，以〈文化中國再審視：認同問題〉（Cultural China Re-examined: The Question of Identity）為題，重新審視了他提出的文化中國命題。